# Oskar von Hasselbach
Friedrich Oskar von Hasselbach (* 3. April 1846 in Minden; † 7. Januar 1903 in Wolmirstedt) war ein deutscher Verwaltungsjurist. Von 1884 bis 1887 saß er im Deutschen Reichstag.

## Leben
Hasselbach war der Sohn des Magdeburger Oberbürgermeisters Gustav Hasselbach und der Augusta Erémat (* 6. September 1818 in Stettin; † 25. Januar 1904 in Magdeburg). Er besuchte von 1855 bis 1863 das Domgymnasium Magdeburg, danach bis 1867 die Klosterschule Roßleben. 1867/68 diente er als Einjährig-Freiwilliger in der Preußischen Armee. Zugleich war er von Ostern 1867 bis Michaelis 1868 im Corps Saxonia Göttingen aktiv. Danach studierte er von 1868 bis 1872 Staats- und Rechtswissenschaften an der Georg-August-Universität Göttingen und der Königlichen Universität zu Greifswald. Er nahm am  Deutsch-Französischen Krieg teil und erhielt das Eiserne Kreuz II. Klasse. 1872 war er Referendar bei den Kreisgerichten in Greifswald und Halberstadt. Nach dem Staatsexamen 1877 zum Gerichtsassessor ernannt, wechselte er von der Rechtspflege in den Verwaltungsdienst Preußens. Zuerst war er Hilfsrichter beim Kreisgericht Staßfurt und von 1877/78 Regierungsassessor an der Landdrostei Aurich. 1878 wurde er Landrat des Kreises Neidenburg. Dort gehörte ihm das Rittergut Tautschken (1080 ha). Von 1882 bis 1903 war er Landrat des Kreises Wolmirstedt. Weiter war er Kreisdirektor der Land-Feuer-Societät Magdeburg, Deichhauptmann des Magdeburg-Rothensee-Wolmirstedter Deichverbandes und Vorsitzender des Kriegerverbandes im Regierungsbezirk Magdeburg. 1900 wurde er als Geheimer Regierungsrat charakterisiert.
Für die Deutschkonservative Partei vertrat er von 1884 bis 1887 den Wahlkreis Regierungsbezirk Magdeburg 5 (Neuhaldensleben/Wolmirstedt) im Reichstag. Zwischen 1887 und 1899 war er Mitglied des Preußischen Abgeordnetenhauses. Dieses Mandat legte er nieder, weil die Kanalrebellen seiner Fraktion die Vorlage zum Bau des Mittellandkanals ablehnten. Verheiratet war er mit Josephine geb. Schilke. Das Ehepaar hatte drei Söhne, Herbert, Günther (* 1881; † 1884) und Gerhard.